# Enginyeria inversa

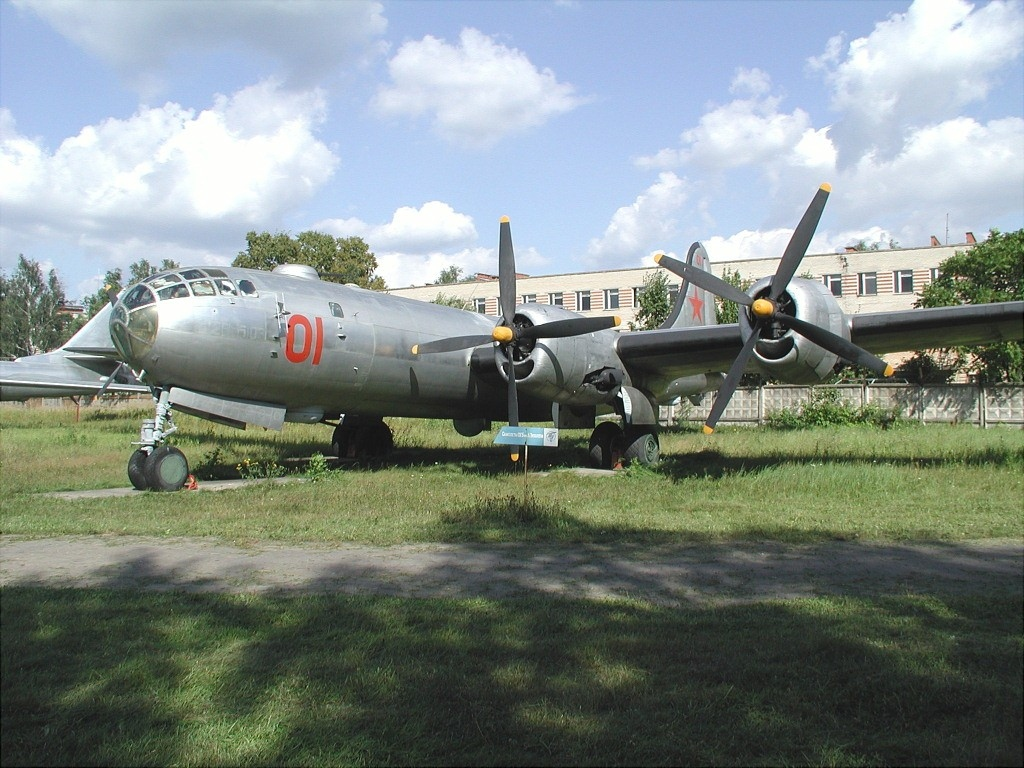
El Tupolev Tu-4, un bombarder soviètic construït per enginyeria inversa a partir de Boeing B-29 Superfortress capturats

L'enginyeria inversa és el procés d'analitzar quelcom en detall (un accessori mecànic, un component elèctric, programari informàtic, etc.) amb la fi de determinar com està fet, què el fa funcionar i com ha estat fabricat, amb la intenció de construir un nou enginy o aplicació que faci exactament el mateix que el dispositiu examinat, però sense copiar res de l'original.
Aquest mètode és denominat enginyeria inversa perquè inverteix el procés natural de l'enginyeria, que consisteix a utilitzar dades tècniques i plantejar idees per a aconseguir un resultat final adequat. En l'enginyeria inversa es parteix d'un producte acabat per a indagar sobre el seu funcionament intern.

## Tipus i aplicacions

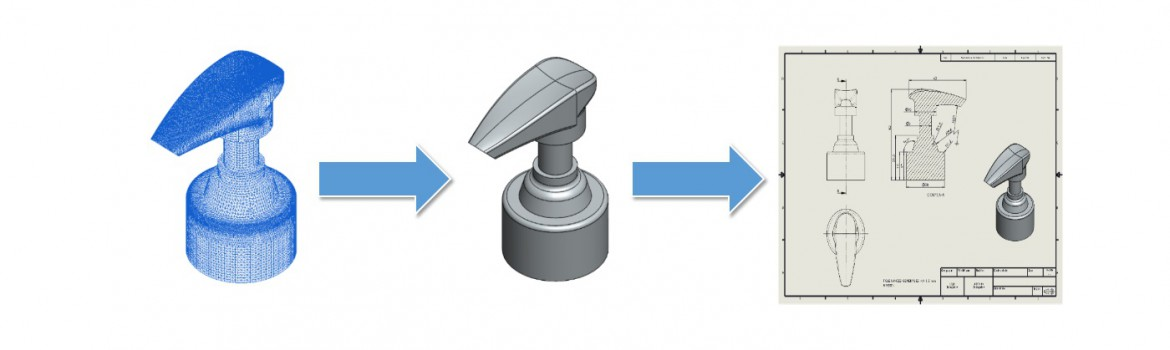
Enginyeria inversa amb escanejat làser

L'enginyeria inversa sovint és utilitzada en l'àmbit militar amb l'objectiu de copiar la tecnologia d'altres nacions; dispositius, informació o parts d'enginys que han estat obtinguts als camps de batalla per soldats o per operacions de la intel·ligència militar. Va ser molt utilitzada durant la Segona Guerra Mundial i la Guerra Freda.
Per a components mecànics, les tècniques modernes en enginyeria inversa inclouen escanejat làser — l'ús de rajos làser per a escanejar la superfície de peces de qualsevol forma física per a crear una imatge precisa de la superfície de la peça. Aquest procés crea una sèrie de talls que, un cop combinats, poden representar la superfície de l'objecte en una simulació per ordinador, o, utilitzant una impressora 3D, es pot crear una rèplica física de l'objecte.
L'enginyeria inversa sobre sistemes de maquinari o programari que es fa per a millorar interoperabilitats (per exemple, per a suportar formats d'arxiu o perifèrics de maquinari indocumentats), és considerada legal, tot i que els propietaris de patents no hi estan d'acord normalment i rebutgen qualsevol forma d'enginyeria inversa sobre els seus productes.
Altres objectius de l'enginyeria inversa inclouen auditories de seguretat, eliminació de la protecció contra còpia ("cracking"), evitar restriccions d'accés presents normalment en l'electrònica de consum, personalització de sistemes interns (com sistemes d'administració de motors de vehicle), activació de característiques addicionals en maquinari de baix cost (com en determinades targetes gràfiques), o fins i tot mera satisfacció de la curiositat.
L'enginyeria inversa també és utilitzada per empreses per a examinar productes de la competència. És emprada per a analitzar, per exemple, com funciona un producte de la competència, què fa, qui ho manufactura, de quins components consisteix, estimar costs, identificar potencials infraccions de patents, etc.
Finalment, l'enginyeria inversa és emprada sovint perquè la documentació d'un dispositiu particular s'ha perdut (o mai ha sigut escrita), i la persona que el va construir ja no treballa a la companyia. Els circuits integrats han sigut dissenyats normalment en sistemes propietaris i ja obsolets, la qual cosa significa que l'única manera d'incorporar funcionalitat sobre nova tecnologia és emprant l'enginyeria inversa al xip existent i després redissenyar-lo.

## Enginyeria inversa de programari
Aquest procés és sovint anomenat Enginyeria de codi invers. Com a exemple, la decompilació dels binaris per a la plataforma Java pot dur-se a terme utilitzant ARGOuml.org. Un cas famós d'enginyeria inversa és el que es va portar a terme creant la primera BIOS no implementada per IBM, creada per la indústria de PCs Clònics.
El programari Samba, que permet als sistemes amb sistema operatiu diferent de Microsoft Windows compartir arxius amb aquests, és un exemple clàssic d'enginyeria inversa sobre programari, ja que el projecte Samba ha tingut d'aplicar aquest mètode per a conèixer informació no publicada sobre com funciona el sistema de compartició d'arxius de Windows, per a poder emular-lo en ordinadors amb altres sistemes operatius. El projecte WINE fa el mateix per a l'API de Windows, i OpenOffice.org també ho fa amb els formats d'arxiu de Microsoft Office.
L'enginyera inversa de programari es pot dur a terme utilitzant diferents mètodes. Els tres mètodes principals són:
1. Anàlisi mitjançant l'observació de l'intercanvi d'informació, molt usat en enginyeria invers de protocols, que implica utilitzar Analitzador de busos i sniffer de paquets, per exemple per a escoltar dins un bus d'ordinador o en una xarxa d'ordinadors, revelant el tràfic de dades que hi passa. El comportament al bus o a la xarxa pot ser analitzat per a produir una implementació independent que replica el comportament de la xarxa. Això és especialment bo per a fer enginyeria inversa de drivers de dispositius. De vegades l'enginyeria inversa en alguns sistemes troba una gran ajuda en eines deliberadament introduïdes pel fabricant, ja que pot ajudar-lo a millorar la seguretat del dispositiu fabricat.
2. Desassemblatge utilitzant un desassemblador, on el llenguatge màquina del programa és llegit i traduït a llenguatge d'assemblador. Aquesta tècnica funciona en qualsevol programa però pot portar força temps, especialment per algú no avesat al llenguatge d'assemblador.
3. Descompilació utilitzant un descompilador, un procés que intenta, amb resultats variables, recrear el codi font en algun llenguatge d'alt nivell per a un programa només disponible en codi binari o en bytecode.[7]